# 彼尔德
彼爾德（英語：Billd），是一個贴图、漫畫形象，造形為黑白線條勾勒出的小胖鳥，點點眼，灰白相間。彼爾德由自由創作者郑插插於2011年1月22日創作。
以網絡表情形式誕生的彼爾德，起初只是作為鄭插插在微博上表達個人想法的產物，由於受到網友的認可和喜愛，傳播迅速，最終獨立為一個完整的漫畫形象，有她自己的性格和喜怒哀樂，作者也一直與她在微博上互動演繹。
彼爾德的設定是一隻鳥，但是由於造型非常簡單，常被網友誤以為是小雞或皮蛋等。於是彼爾德對雞有股莫名的恨意，隨後加入的寵物雞「黃溜溜」就成為她的發洩對象。
鄭插插又以彼爾德的形象製作了相關的網絡周邊產品，如壁紙、贴图、桌寵、輸入法皮膚等。2011年6月30日，彼爾德首次被授權實體化限量販售，2011年10月23日又有5款新版公仔開始發售。

## 外部連結
- 彼尔德的新浪微博